# 1939 Loretta
Az 1939 Loretta (ideiglenes jelöléssel 1974 UC) a Naprendszer kisbolygóövében található aszteroida. Charles Thomas Kowal fedezte fel 1974. október 17-én.